# Народна библиотека Соколац
Народна библиотека Соколац је јавна и централна библиотека општине Соколац. Налази се у улици Јове Јанковића. Библиотека врши стручни надзор и организује рад у библиотекама Основне школе, Средње школе, Високе школе за услужни бизнис и Психијатријске болнице у Сокоцу.

## Историјат
Народна библиотека Соколац основана је 23. јануара 1926. године и од тада успјешно задовољава потребе ученика, студената и осталих становника општине Соколац. Библиотека прикупља и стручно обрађује, чува и обнавља библиотечку грађу, пружа помоћ при избору и коришћењу библиотечке грађе, води каталоге и другу документацију о библиотечкој грађи, води евиденцију о корисницима и коришћењу библиотечке грађе, самостално и у сарадњи са другим библиотекама образује и чува завичајну збирку, организује културне манифестације и друге облике активности за развијање интереса за библиотечку дјелатност.

## Организација
Данас Народна библиотека Соколац располаже са разноврсним фондом од 26.300 књига, распоређеним у четири одјељења:
- Дјечије одјељење садржи око 8.400 библиотечких јединица намијењених дјеци од предшколског до узраста завршног разреда основне школе.
- Одјељење белетристике на својим полицама има око 15.100 књига свих жанрова из књижевности разних земаља.
- Одјељење стручне књиге и серијске публикације располаже фондом од 2.300 јединица из више области љдског знања.
- Одјељење завичајне збирке броји око 500 јединица и интензивно се ради на прикупљању грађе на подручју општине Соколац.